# Vidángoz
Vidángoz en espagnol ou Bidankoze en basque, est une municipalité de la communauté forale de Navarre, dans le Nord de l'Espagne.
Elle est située dans la zone linguistique mixte de la province, à 87 km de sa capitale, Pampelune. Le secrétaire de la mairie est aussi celui de Burgui et de Garde.

## Localités limitrophes
Burgui, Igal et Roncal.

## Démographie
| Évolution démographique                                  | Évolution démographique | Évolution démographique | Évolution démographique | Évolution démographique | Évolution démographique | Évolution démographique | Évolution démographique | Évolution démographique | Évolution démographique | Évolution démographique |
| 1996                                                     | 1998                    | 1999                    | 2000                    | 2001                    | 2002                    | 2003                    | 2004                    | 2005                    | 2006                    | 2007                    |
| -------------------------------------------------------- | ----------------------- | ----------------------- | ----------------------- | ----------------------- | ----------------------- | ----------------------- | ----------------------- | ----------------------- | ----------------------- | ----------------------- |
| 117                                                      | 114                     | 114                     | 115                     | 113                     | 113                     | 115                     | 115                     | 114                     | 111                     | 111                     |
| Sources: Vidángoz et instituto de estadística de navarra |                         |                         |                         |                         |                         |                         |                         |                         |                         |                         |

## Personnalités
- Justino Navarro Aizagar (Vidángoz, 1904-?): sculpteur. Né dans une humble famille de bergers, son père était Severiano Navarro et sa mère Josefa Aizagar. Cette dernière donnera son nom à la maison où ils vécurent (« Aizagar »). Il effectue ses études à l'école du village, où l'on remarque son habileté, depuis tout jeune, pour le dessin et la taille du bois qu'il réalise avec son couteau dans tous ses moments libres. Très vite, son métier de berger lui laissera le temps pour s'exercer à cette pratique pour la confection de cuillères de buis et de toutes sortes de miniatures. Un touriste se promenant sur Isaba se rendit compte de sa dextérité et lui proposa de l'emmener à Madrid pour travailler avec lui, ce qu'il fit ainsi en 1930.
- Mariano Mendigatxa Ornat (Vidángoz, 1832-1918).
- Prudencio Hualde Mayo (Vidángoz, 1823-1879).

### Sources
- (es) Cet article est partiellement ou en totalité issu de l’article de Wikipédia en espagnol intitulé « Vidángoz » (voir la liste des auteurs).